# 인터내셔널 프로스타
인터내셔널 프로스타(영어: International ProStar)은 미국 나비스타 인터내셔널사가 생산하는 대형 트럭으로 2006년에 출시되었다.

## 소개
2006년에 최초로 출시되었다. 이 트럭의 경우 8등급으로 선정되면서 연료가 가장 효율적인 트럭으로 선정 되었다. 2010년에 프로스타는 플러스를 얻었다. 이후 재설계가 되면서 트럭 소음이 9%나 감소가 되었다. 2014년에 대한민국 시장에 진출과 동시에 나비스타 인터내셔널 역사상 최초로 이 모델로 출시되었다.

## 사진

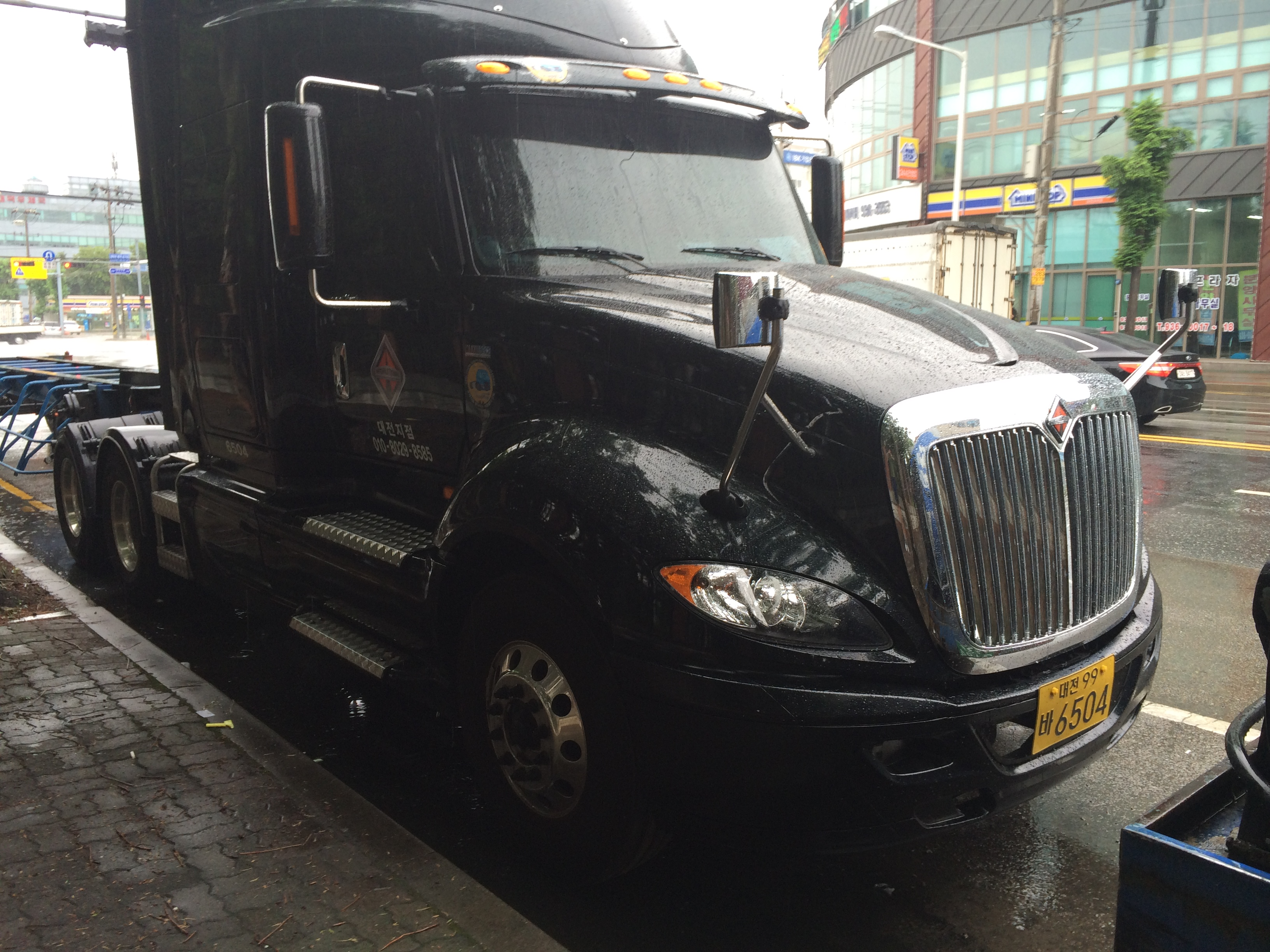
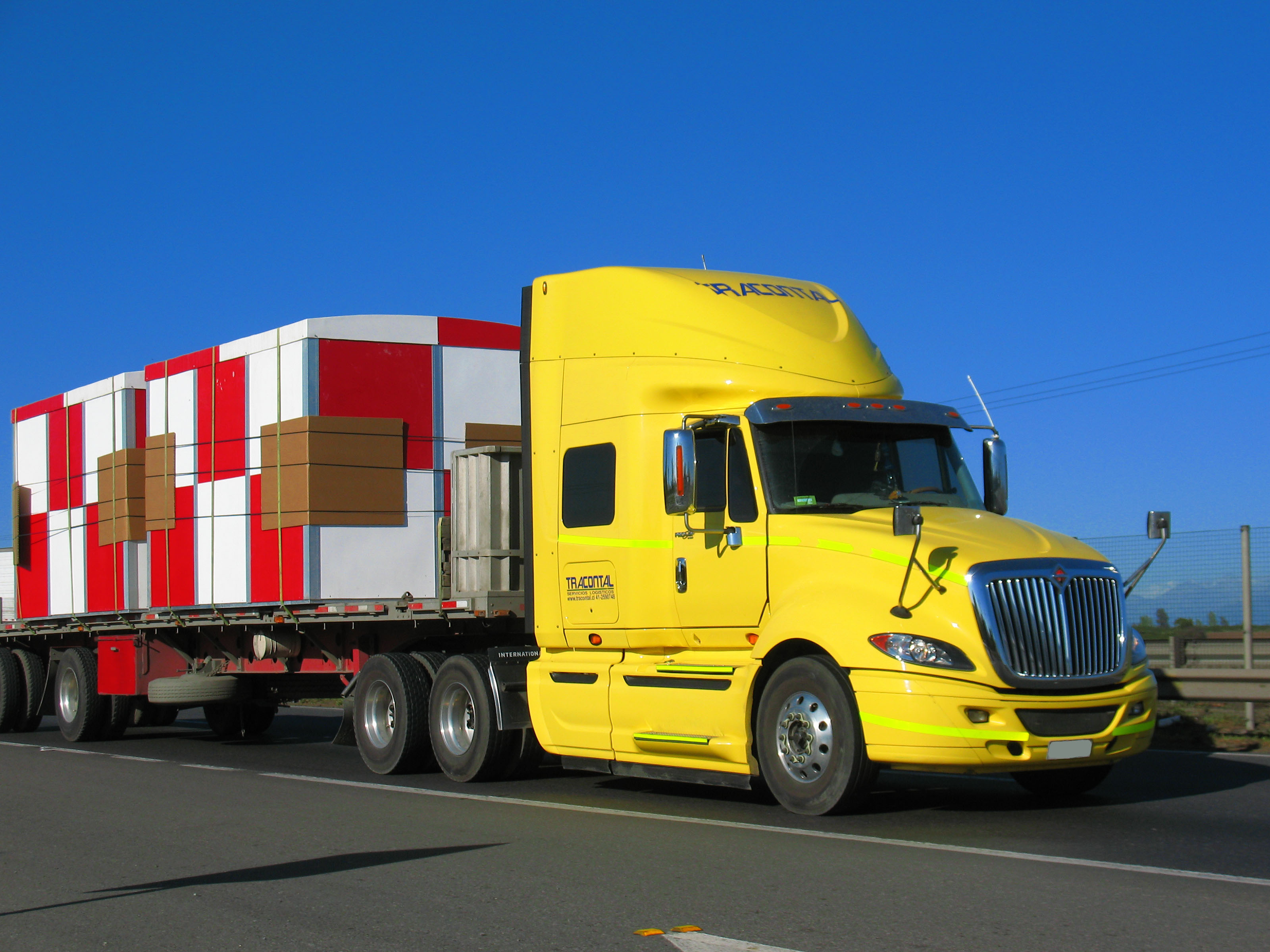
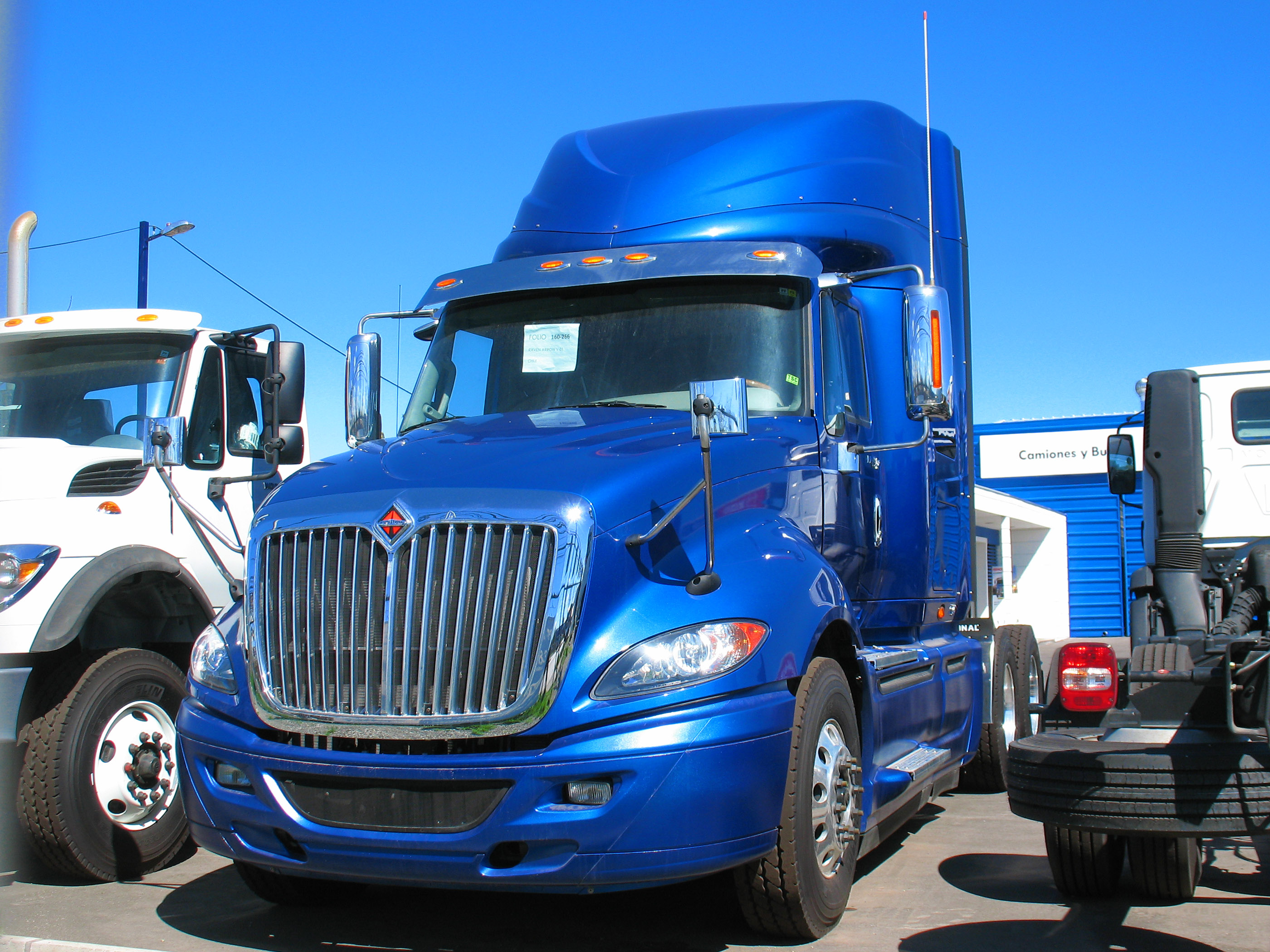
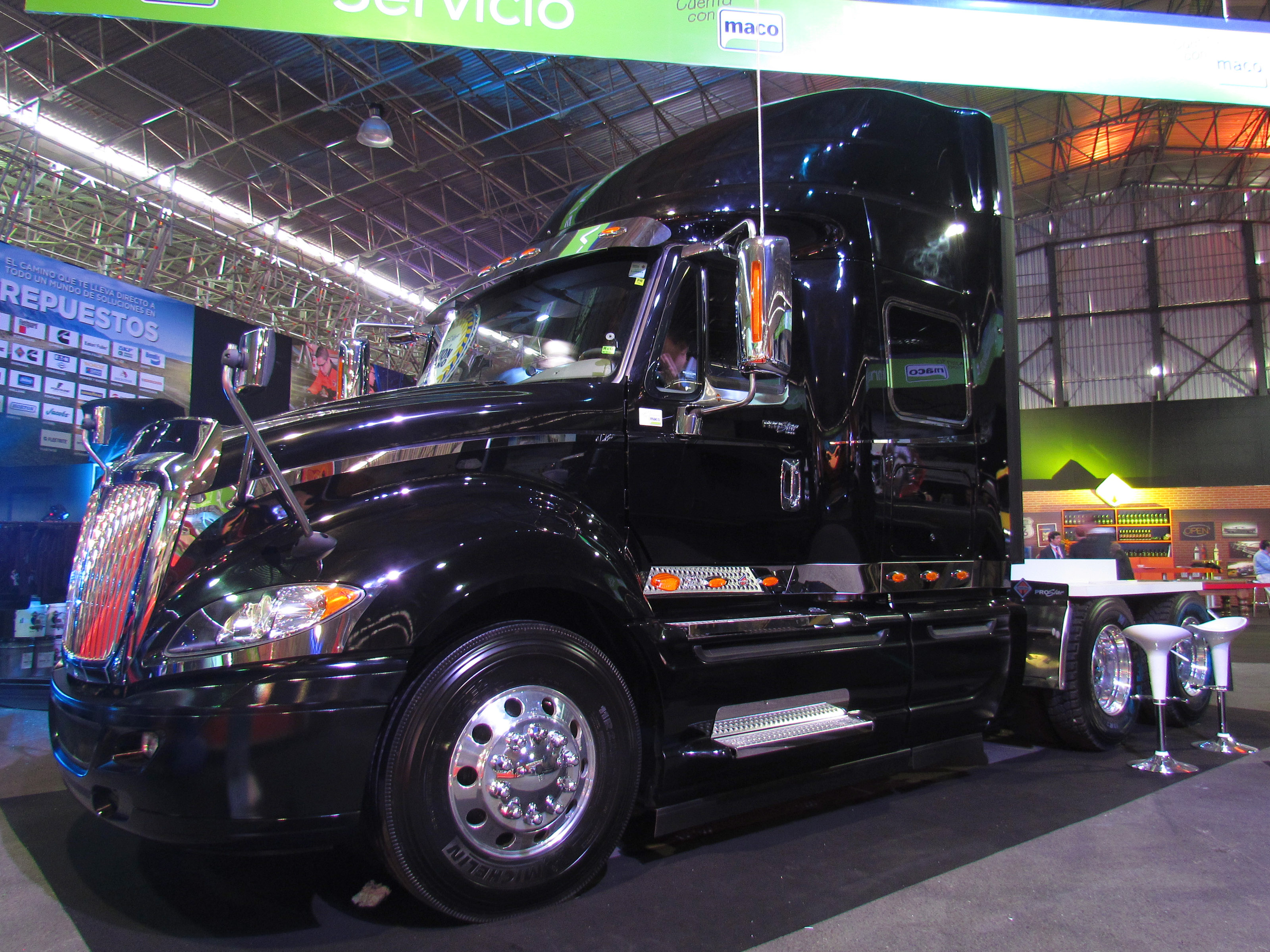
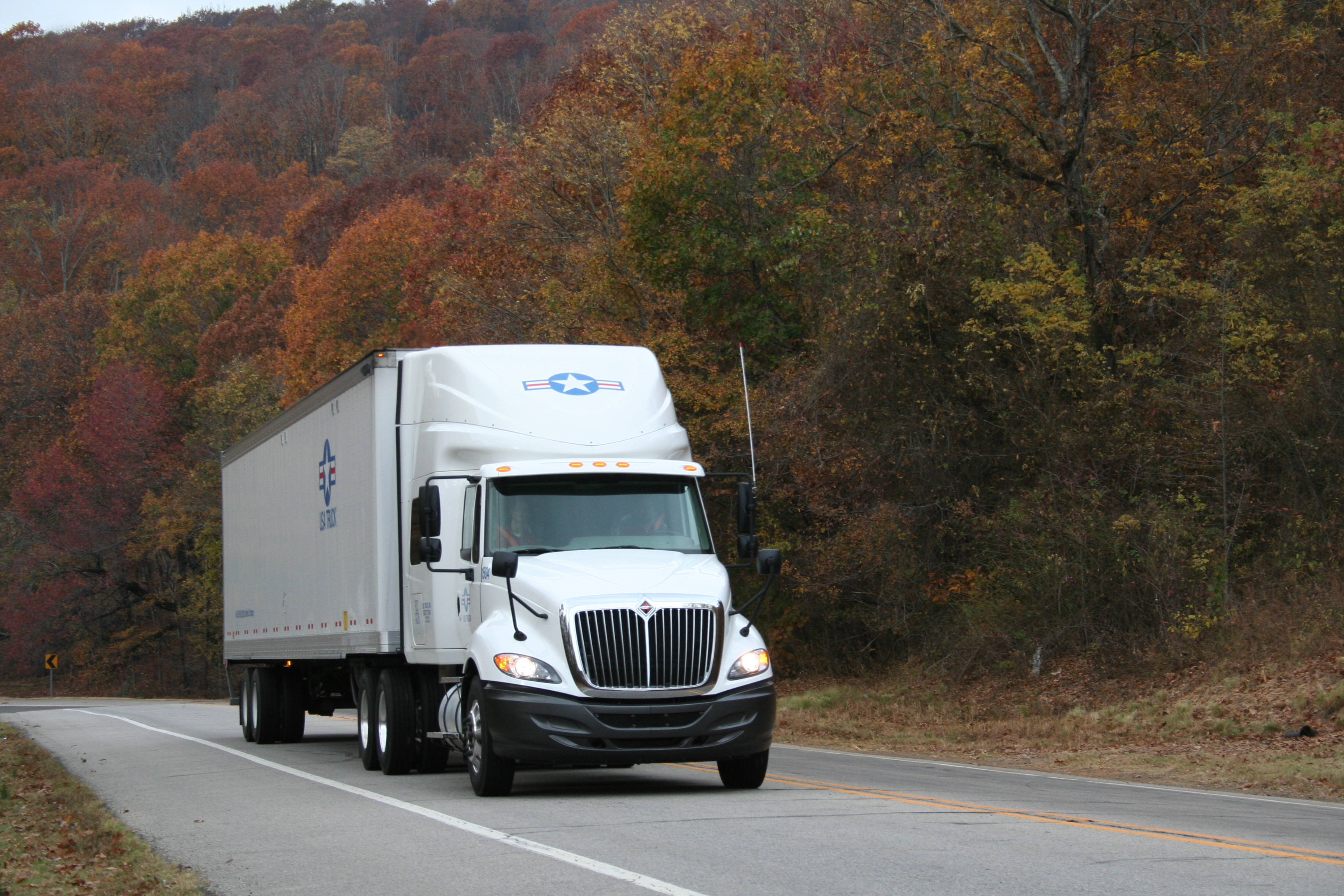